# Megaselia monochaetina
Megaselia monochaetina är en tvåvingeart som beskrevs av Borgmeier 1968. Megaselia monochaetina ingår i släktet Megaselia och familjen puckelflugor. Inga underarter finns listade i Catalogue of Life.